# Pierre Fayet
Pierre Fayet (* 4. Dezember 1949) ist ein französischer theoretischer Physiker, der in den 1970er Jahren ein Pionier auf dem Gebiet der Supersymmetrie war.

## Laufbahn
Fayet studierte an der École normale supérieure von Paris (ENS). 1977 bis 1979 war er am California Institute of Technology (Caltech) und danach am CERN. Er ist Forschungsdirektor des Centre national de la recherche scientifique (CNRS) am Labor für Theoretische Physik (LPTENS) der ENS. Außerdem ist er Professor an der École polytechnique.
Ein Mechanismus des spontanen Bruchs der Supersymmetrie ist nach ihm und John Iliopoulos benannt. Das war der erste Mechanismus zum spontanen Symmetriebruch der Supersymmetrie, einen weiteren entwickelte er wenig später (und unabhängig von Lochlainn O’Raifeartaigh).
Fayet zeigte 1976 die Notwendigkeit der Einführung neuer supersymmetrischer Teilchen und führte eine neue Quantenzahl, die R-Symmetrie ein (wobei Teilchen mit gerader R-Parität den normalen Teilchen des Standardmodells entsprechen und die Superpartner ungerade R-Parität haben). Damit legte er die Grundlagen für das Minimale Supersymmetrische Modell. 1976 gab er die ersten Beispiele von Eichtheorien mit erweiterter N=2 Supersymmetrie.
1997 wurde er korrespondierendes Mitglied der Académie des sciences, 2013 ordentliches Mitglied.
Fayet war 2018 eine der 200 Unterzeichner eines Aufruf in der Zeitung Le Monde, in der vor drastischen Folgen wie dem Aussterben der menschlichen Spezies gewarnt wurde, falls nicht rasch ein Umdenken in Problemfeldern wie dem Klimawandel und dem Artensterben und bei weiteren planetaren Grenzen geschieht.

## Schriften
Neben den in den Einzelnachweisen zitierten Arbeiten:
- mit Sergio Ferrara Supersymmetry, Physics Reports, Bd. 43, 1977, S. 249–334 (früher Übersichtsartikel)
- Supergauge invariant extension of the Higgs Mechanism and a model for the Electron and its Neutrino, Nuclear Physics B, Bd. 90, 1975, S. 104–124
- mit Glennys R. Farrar: Phenomenology of the production, decay and detection of new Hadronic States associated with Supersymmetry, Physics Letters B, Bd. 76, 1978, S. 575–579
- Mixing Between Gravitational and Weak Interactions Through the Massive Gravitino, Physics Letters B, Band 70, 1977, S. 461